# Klinik Meissenberg

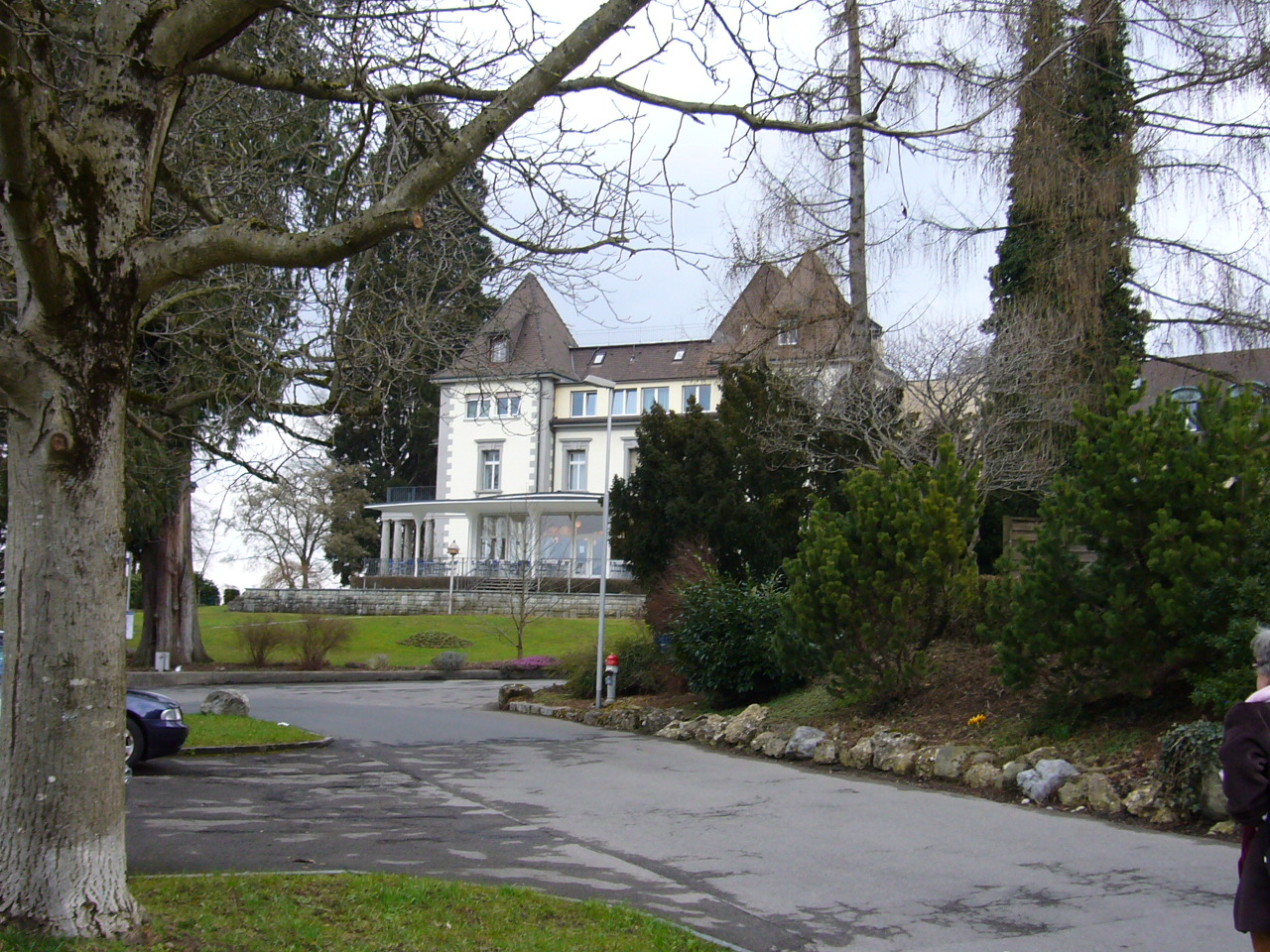
Klinik Maisenberg (2009)

Die Klinik Meissenberg AG (auch Frauenklinik am Meissenberg) ist eine psychiatrische Frauenklinik in Zug in der Schweiz. Die Klinik gehört zur Bad Schinznach AG und ist insbesondere auf die Behandlung von Depression, Stressfolgeerkrankungen und Angstzuständen spezialisiert. 

## Lage
Die Klinik liegt am südlichen Stadtrand am Fuße des Zugerberges. Zum Komplex gehört eine ausgedehnte Gartenanlage mit Blick auf den Zugersee.

## Geschichte

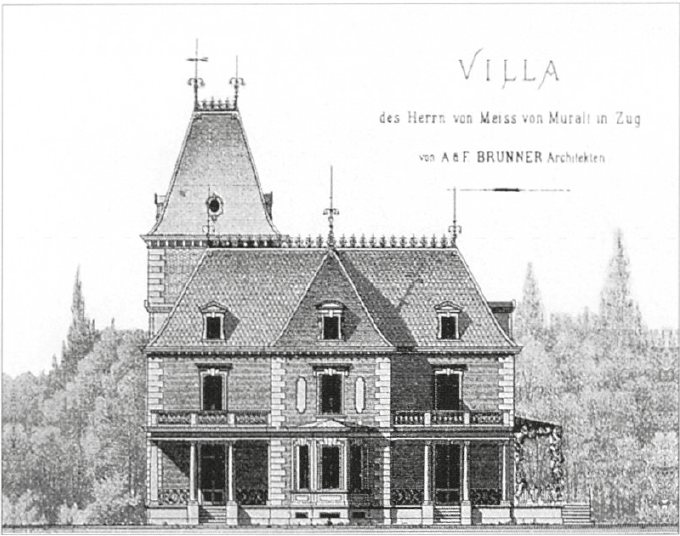
Villa Meissenburg um 1870

Die Geschichte der Klinik Meissenberg begann 1926 unter der Leitung der Menzinger Schwestern vom Heiligen Kreuz als Privatsanatorium für Frauen. Dafür wurde die bereits bestehende Villa Meissenburg um- und ausgebaut. Die Klinik Meissenberg war bereits in den Anfangsjahren als die Psychiatrische Klinik für Frauen in der Schweiz bekannt. Der Schwerpunkt der Behandlung liegt heute noch in der Psychotherapie. 1999 verkauften die Menzinger Schwestern die Klinik Meissenberg an die Bad Schinznach AG. Seither ist die Klinik Meissenberg AG zu hundert Prozent ein Tochterunternehmen der Bad Schinznach AG. Die derzeitige CEO Beatrice Bill-Wyss stammt aus der Familie, zu deren Wyss Holding die Bad Schinznach AG gehört.

## Heute
Die Klinik Meissenberg AG oberhalb der Stadt Zug ist heute eine anerkannte psychiatrische und psychotherapeutische Spezial- und Akutklinik für Frauen. Die Klinik hat sich spezialisiert auf die Therapie von Depression, Stressfolgeerkrankungen, Angst und Störungen der Emotionsregulation. Die Leistungen werden im Auftrag der Kantone Zug, Zürich und Glarus erbracht.

### Struktur
Die Klinik beschäftigt 150 Mitarbeitende und verfügt über 74 Betten, verteilt auf fünf Abteilungen. Neben einer Akut- und Privatabteilung mit gemischten psychiatrischen Krankheitsbildern betreibt sie Abteilungen für Depression und Burnout, Psychosomatik und Schmerz sowie Angst und Emotionsregulation. In der Privatabteilung werden depressive und emotionsregulationsgestörte Patienten mit psychotherapeutischen Verfahren wie Schematherapie, IRRT und verhaltenstherapeutischen Verfahren behandelt. Als erste Klinik in der Region verfügte das Haus über ein Therapieangebot, das sich speziell an junge Leute richtet: eine Station für junge Frauen mit Persönlichkeitsstörungen und Suchterkrankungen. Die Klinik verfügt zudem über eine externe Apotheke und ein externes Labor, zudem über ein Ambulatorium und eine Sozialberatung. Den Patienten wird Seelsorge und Ernährungsberatung angeboten. Die Klinik ist zertifizierte Weiterbildungsstätte für den Facharzttitel Psychiatrie und Psychotherapie.

### Vorfälle
Im Herbst 2012 flog eine Hochstaplerin auf, die an der Klinik als Ärztin gearbeitet hatte, aber tatsächlich Anästhesieschwester war. Die Frau stammte aus Bayern und war neben der Klinik Meissenberg in diversen Schweizer Kliniken als Ärztin tätig gewesen. Ihr Betrug war aufgefallen, nachdem sie bereits einige Monate als Nachtärztin in der Klinik Meissenberg gearbeitet hatte.
Unabhängig davon wurde im Sommer 2017 bekannt, dass gegen fünf Mitarbeiter der Klinik Ermittlungen wegen fahrlässiger Tötung aufgenommen wurden.

### Bauliche Erweiterungen
Zur baulichen Weiterentwicklung der Klinikgebäude wurde im Jahr 2019 ein Entwurf vorgelegt, der einen sternförmigen Erweiterungsbau vorsieht und die Sanierung der ursprünglichen Villa, ihres Anbaus und ihrer umgebenden Gebäude sowie ein umfassendes gartenbauliches Konzept beinhaltet. Zudem sollen die Klinikgebäude durch die Maßnahmen zukünftig als Alters- und Wohnheim genutzt werden können.